# Коржівка (Білоцерківський район)
Коржі́вка — село в Білоцерківському районі Київської області. Входить до складу Маловільшанської сільської громади.
Засноване в 1920 році.
У Л. Похилевича 1864 вказано, що село отримало назву Коржовий хутір, від імені свого власника Коржа.
Населення — близько 125 жителів.

## Населення

### Мова
Розподіл населення за рідною мовою за даними перепису 2001 року:
| Мова       | Кількість | Відсоток |
| ---------- | --------- | -------- |
| українська | 123       | 98.4%    |
| російська  | 2         | 1.6%     |
| Усього     | 125       | 100%     |

## Джерело
- Облікова картка на сайті ВРУ[недоступне посилання з липня 2019]